# Jelcz
La Zakłady Samochodowe Jelcz SA. (abbreviata Jelcz), è una fabbrica polacca produttrice di camion civili, militari, autobus e filobus, prodotti dalla Zakłady Samochodowe Jelcz, Jelczańskie Zakłady Samochodowe.
Attualmente l'azienda dedica tutti i suoi fondi focalizzando la produzione esclusivamente su fuoristrada e camion militari.

## Storia
La storia della fabbrica Jelcz risale al 1952, quando lo Stato decise di utilizzare una ex stabile di armamenti tedesca presso Jelcz-Laskowice (in tedesco: Jeltsch-Laskowitz) vicino al comune di Oława per la reindustrializzazione del nuovo stato polacco.
La società denominata: "Zakłady Budowy Nadwozi samochodowych" ( "fabbrica per la costruzione di carrozzerie") ha iniziato a sviluppare e costruire dopo la ricostruzione causata dall'ultimo conflitto mondiale auto-corpi per la FSC Lublin e FSC Star.
La società ha costruito degli autobus come il Jelcz PR110D e filobus come il Jelcz PR110E.
Dal 2004 l'azienda concentra i propri sforzi sulla produzione di camion pesanti per le forze armate polacche.
2012 Huta Stalowa diventa l'unico proprietario del complesso industriale.